# Жапаров, Барктабас
Барктабас Жапаров — советский хозяйственный и государственный деятель, лауреат Государственной премии СССР за выдающиеся достижения в труде.

## Биография
Родился в 1939 году во Фрунзе. Член КПСС.
В 1955—1991 годах — подсобный рабочий, сварщик, военнослужащий Советской армии, сварщик, бригадир сварщиков Фрунзенского завода сельскохозяйственного машиностроения.
За большой личный вклад в повышение качества, надёжности и долговечности выпускаемых автомобилей, тракторов и с/х техники был в составе коллектива удостоен Государственной премии СССР за выдающиеся достижения в труде 19 года.
Депутат Верховного Совета Киргизской ССР 11-го созыва.
Жил в Бишкеке.

## Награды
- Орден Ленина
- Орден Трудового Красного Знамени